# Cosroes II
Josro II o Cosroes II, también llamado Parviz, el Victorioso (en persa: خسرو پرویز‎), fue un emperador sasánida, hijo de Hormizd IV (579-590) y nieto de Cosroes I (531-579), quien gobernaría entre los años 590 y 628.  Es considerado el último de los grandes reyes de reyes (sahansah) de Irán,  y bajo su gobierno el imperio sasánida alcanzó su mayor expansión. Derrotado finalmente en una guerra con los bizantinos, fue depuesto en una revolución palaciega y ejecutado.  La principal historia existente del período, escrita en Armenia a principios de la década de 650, se titulaba apropiadamente «Historia de Cosroes». En obras de la literatura persa como el Šāh-nāma de Ferdousí y Cosroes y Shirin de Nezamí Ganyaví (1141-1209), un famoso romance trágico y una elaborada versión ficticia de la vida de Cosroes lo convirtieron en uno de los mayores héroes de la cultura, tan amante como rey. Cosroes y Shirin narra la historia de su amor por la princesa Shirin, de origen arameo, quien se convierte en su reina tras un largo noviazgo plagado de contratiempos y dificultades.
Cosroes fue el último rey de Irán en tener un reinado extenso antes de la conquista musulmana de Irán, que empezó cinco años antes de su ejecución. Perdió su trono, lo recuperó luego con la ayuda del emperador bizantino Mauricio, y, una década después, pasó a emular los hitos de los aqueménidas, conquistando las ricas provincias romanas del Oriente Medio. Gran parte de su reinado se centró en guerras con el Imperio bizantino y luchando contra usurpadores tales como Bahram Chobin o Vistahm.
Cosroes II inició una guerra contra los bizantinos en 602, aparentemente para vengar el asesinato de su aliado Mauricio. Las fuerzas persas capturaron gran parte del territorio del Imperio bizantino, lo que le valió a Cosroes II el apodo de «el Victorioso». Un asedio a la capital bizantina, Constantinopla, en 626 fracasó, y Heraclio, ahora aliado con turcos, inició un arriesgado pero exitoso contraataque contra el corazón de Persia. Insatisfechas con la guerra, las familias feudales del imperio apoyaron un golpe de estado en el que Cosroes II fue depuesto y asesinado por su hijo, Sheroe, con quien se había distanciado, quien asumió el poder como Kavad II. Esto desencadenó una guerra civil y un interregno en el imperio, y la reversión de todas las conquistas sasánidas en la guerra contra los bizantinos. 

## Vida
Cosroes II fue elevado al trono por los magnates sasánidas tras una rebelión que llevaron a cabo contra Hormizd IV hacia 590, a quien posteriormente cegaron y mataron. Sin embargo al mismo tiempo el general Bahram Chûbin se hizo proclamar rey bajo el nombre de Bahram VI (590-591) y Cosroes II fue incapaz de mantener su condición real.
La guerra contra los bizantinos, que había comenzado en 571, aún no había terminado. Cosroes II fue a Siria y persuadió al emperador Mauricio I de que le enviara ayuda para expulsar a Bahram VI del trono. Los numerosos oficiales y hombres de tropas reconocieron a Cosroes II y en 591, le fue devuelto Ctesifonte. Bahram VI fue derrocado y huyó, siendo asesinado. De este modo quedó sellada la paz con Bizancio.
Sin embargo, Mauricio hizo uso de su ventaja. Restauró apenas las fronteras precedentes y abolió los tributos que debían ser pagados por los persas. Cosroes II era inferior a su abuelo. Fue altivo, cruel, avaro y lujurioso; no era un general, ni un administrador. Aunque, al menos en los romances escritos sobre él, era considerado justo y valiente. Al principio de su reinado, favoreció a los cristianos y su esposa favorita, Shirin fue una cristiana, lo cual causó que algunos sospecharan que se había convertido al cristianismo en secreto. Aunque, su carta al emperador Heraclio contenían burlas de Jesucristo que, si es una carta auténtica, hace poco probable que fuera un adepto de la fe cristiana. 
En 602, cuando Mauricio fue asesinado por Focas (602-610), inició una guerra contra Bizancio para vengar su muerte. Sus tropas saquearon Siria y Asia Menor, logrando avanzar hasta Calcedonia en 608. 
En 613 y 614 Damasco y Jerusalén fueron tomados por el general Sharvaraz y la reliquia de la Vera Cruz fue llevada como trofeo. Se dice que Cosroes la puso en el escabel de su trono para demostrar su desprecio por los cristianos. Poco después, Egipto fue conquistado. Los bizantinos no podían ofrecer mayor resistencia, pues se encontraban sumidos en disputas internas, y presionados por ávaros y eslavos. 
En 622, el emperador Heraclio (quien sucedió a Focas en 610 y gobernó hasta 641) fue capaz de tomar el control, y con 50.000 soldados, venció a los persas en Issos. En 624 avanzó hasta el norte de Media, donde destruyó el gran templo de fuego de Gandzak (Gazaca); en 626 luchó en Lazistan (Cólquida), mientras Sharvaraz avanzó a Calcedonia, e intentó en vano, unido con los ávaros (que le aportaron 80.000 guerreros), conquistar Constantinopla; la ciudad resistió con solo 12.000 defensores, mientras la mayoría del ejército bizantino avanzó por mar y atacó la retaguardia persa por sorpresa.
En 627 Heraclio derrotó al ejército persa en la Batalla de Nínive y avanzó hacia Ctesifonte. Cosroes II escapó de su residencia favorita, Dastagei (cerca de Bagdad), sin ofrecer resistencia; y como su despotismo e indolencia habían despertado oposición por todas partes, su hijo mayor Kavad II (que gobernó brevemente en 628), a quien Cosroes II había encarcelado, fue puesto en libertad por algunos magnates y luego proclamado rey. Cuatro días después, Cosroes II fue asesinado en su palacio. Mientras tanto, Heraclio volvió triunfante a Constantinopla; en 629 la Vera Cruz le fue devuelta y Egipto evacuado, mientras el Imperio persa, de la grandeza evidente que había alcanzado hace diez años, se hundió en una anarquía total, lo que fue aprovechado por las tropas del primer Califato islámico al empezar el año 634. 
En realidad, el Imperio sasánida había sido llevado al borde de la anarquía y desintegración como consecuencia de las constantes guerras y las explotaciones ambiciosas de Cosroes II, además de una década de intrigas de cortesanos y magos zoroástricos, que intentaban ocupar el trono después de su asesinato.
Según la leyenda Islámica, Cosroes II es recordado por ser contemporáneo del Profeta Mahoma, quien incluso le habría enviado mensajeros para predicar la nueva religión del Islam, de la misma forma que lo había hecho a otros emperadores cerca de la Península árabe. Sin embargo, Cosroes II, como consta en los registros de la historiografía islámica, rompió la carta de Mahoma e insultó al mensajero y las enseñanzas del profeta[cita requerida], a diferencia de Heraclio, quien recibió con amabilidad al mensajero musulmán, guardó la carta y mostró el resto de su vida admiración y respeto por el Profeta.